# دوشیزه‌ماهی دم‌چنگی
دوشیزه‌ماهی دم‌چنگی (نام علمی: Neopomacentrus) نام یک سرده از تیره شقایق‌ماهیان است.